# Список переименованных населённых пунктов Пермского края
В данном списке приведены населённые пункты, расположенные согласно современному административно-территориальному делению в Пермском крае России, название которых изменялось.

## Г
- Новопашинский → Горнозаводск (1965, город)[1]

## О
- Чад → Октябрьский (посёлок городского типа)[2]

## П
- Брюханово (XVI в, село) → Пермь (1780, город) → Молотов (1940) → Пермь (1957)[3]

## Ш
- Горелое → Шумихинский (посёлок городского типа)[4]

## Источник
- Е. М. Поспелов. Имена городов: вчера и сегодня (1917—1992): Топонимический словарь. — Москва: Русские словари, 1993. — 249 с.